# Aliran
Aliran ist der Kurzname der malaiischen Persatuan Aliran Kesesdaran Negara (deutsch: Gesellschaft des nationalen Bewusstseins). Dies ist eine übergreifende, intellektuelle Interessengruppe für soziale und politische Reformen in Malaysia.

## Geschichte
Die Organisation wurde 1977 auf der malaiischen Insel Penang gegründet. Schon bald wurde Chandra Muzaffar zur bestimmenden Figur der Bewegung.

## Bedeutung
Die Organisation steht für die politische Auseinandersetzung in einer Gesellschaft, die nur wenig Bürgerrechte zulässt. Ihre Pamphlete und Zeitschriften sind stets eine Quelle der Irritation der Regierung gewesen, die nahe daran war, die Aktivitäten der Gruppe zu verbieten.
Der Einfluss der Organisation beschränkt sich jedoch auf die Mittelklasse, was die Durchschlagskraft der Gruppe begrenzt. Dies erklärt auch, warum sie von der Regierung weiterhin toleriert wird.